# Wilhelm Neuß (Theologe)

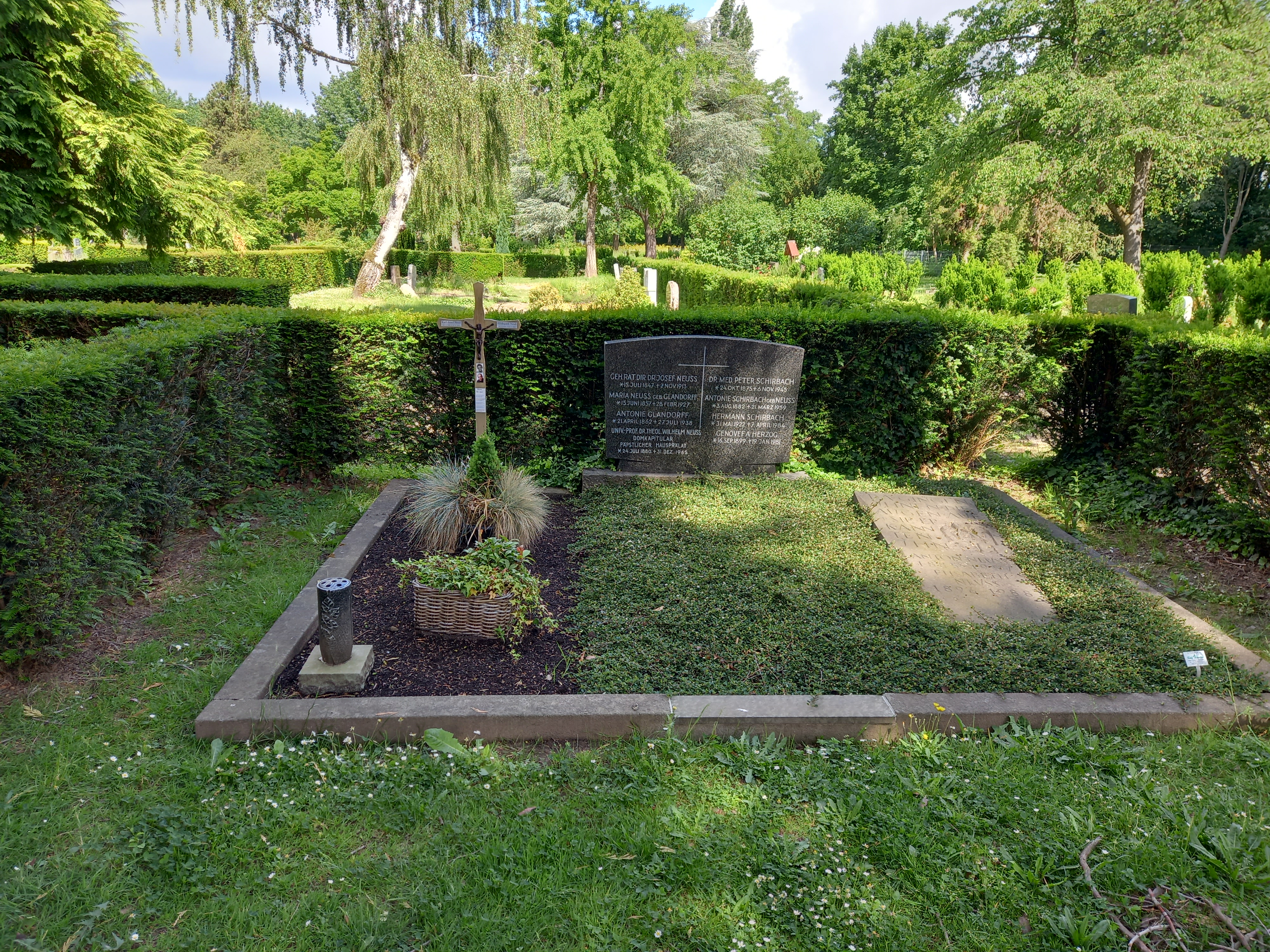
Das Grab von Wilhelm Neuß im Familiengrab auf dem Südfriedhof (Bonn).

Wilhelm Neuß (* 24. Juli 1880 in Montabaur; † 31. Dezember 1965 in Bonn) war ein deutscher römisch-katholischer Priester, Kirchenhistoriker und Kunsthistoriker.

## Leben
Wilhelm Neuß wuchs in Aachen auf und studierte von 1899 bis 1902 Theologie und Kunstgeschichte an den Universitäten in Münster, München, Bonn und Freiburg im Breisgau. Er war Mitglied der katholischen Studentenverbindung W.K.St.V. Unitas Rhenania zu Bonn.
Am 24. August 1903 wurde er zum Priester geweiht. 1911 wurde er promoviert, die Habilitation folgte 1913. 1917 wurde Neuß zum außerordentlichen Professor für Kirchengeschichte an der Universität zu Bonn ernannt und ein Jahr später zum Direktor des Seminars für Christliche Archäologie und Kunstwissenschaft in Bonn. Seit 1920 war er ordentlicher Professor für Kirchengeschichte in Bonn. 1927 erhielt er den Lehrstuhl für Kirchengeschichte des Mittelalters und der Neuzeit sowie für die Geschichte der christlichen Kunst. In dieser Zeit gehörte er zum Bekanntenkreis des Staatsrechtlers Carl Schmitt. Zu seinen Schülern gehörte August Franzen.
Von 1923 bis 1965 war Neuß Vorsitzender des Vereins für christliche Kunst im Erzbistum Köln und Bistum Aachen. Es gelang ihm, nach 1933 zahlreiche Kunstwerke vor der Beschlagnahme durch die Nationalsozialisten in Sicherheit zu bringen.
In der Bonner Ausgabe der Zentrumszeitung schrieb Neuß aus Anlass des deutschen Judenboykotts vom 1. April 1933 „Gedanken eines katholischen Theologen zur Judenfrage“. Er beschrieb aus eigener Erfahrung, wie jetzt Menschen aufs härteste getroffen würden, „die sich durch warmherzige Nächstenliebe auszeichnen und ganz und gar von vaterländischer Gesinnung erfüllt sind“. Er wolle Missstände im „sozialen und kulturellen Leben“, an denen Juden „ungünstig beteiligt sind“, nicht rundweg abstreiten; das habe nach Abhilfe gerufen. Neuß fragte: „Wäre es nicht möglich gewesen (ist es nicht immer noch möglich?) die edel und vaterländisch denkenden Juden selbst zum Kampfe gegen wirkliche Mißstände und gegen die schlechten Elemente zu Bundesgenossen zu nehmen? Nur wird man einen andern Maßstab als im sog. Rassenprinzip heranziehen müssen.“
Neuß unterstützte unter anderem den Historiker Wilhelm Levison. Ihm widmete er die 1933 erschienene erweiterte Neuausgabe seines Werkes über Die Anfänge des Christentums im Rheinlande.
In den Jahren 1934/1935 war Neuß einer der Herausgeber der Studien zum Mythus des XX. Jahrhunderts, die sich kritisch mit der Rassenideologie Alfred Rosenbergs auseinandersetzten. Sie wurden in einer Auflage von ca. 200.000 Exemplaren als Beilagen der kirchlichen Amtsblätter der Bistümer Münster und Köln veröffentlicht.
1936 wurde Neuß zum Domkapitular in Köln ernannt. Neuß war bis zu seinem Tode Herausgeber der im Kölner Bachem-Verlag erschienen Buchreihe über die Geschichte des Erzbistums Köln. Den ersten Band dieser Reihe, der im Jahr 1964 erschien und die Zeit von der Bistumsgründung bis zum Ende des 12. Jahrhunderts behandelt, verfasste er zusammen mit Friedrich Wilhelm Oediger (in der 1972 erschienenen zweiten Auflage dieses Bandes wurde der Text mit Ausnahme eines kurzen Kapitels über die christlichen Inschriften von Oediger neu bearbeitet).
1947 vertrat er die Deutsche Bischofskonferenz auf der Konferenz von Seelisberg, um dem christlichen Antisemitismus etwas entgegenzusetzen.
Wilhelm Neuß wurde 1949 emeritiert und starb 1965 in Bonn. Er wurde auf dem Bonner Südfriedhof beigesetzt.

## Ehrungen
- Papst Pius XII. ernannte Neuß am 4. Januar 1953 zum Päpstlichen Hausprälaten.
- In Bonn wurde eine Straße nach ihm benannt.[6]

## Schriften
- Die Entwicklung der theologischen Auffassung des Buches Ezechiel bis zur Zeit der Frühscholastik. Diss. Bonn 1911.
- Das Buch Ezechiel in Theologie und Kunst bis zum Ende des 12. Jahrhunderts. Mit besonderer Berücksichtigung der Gemälde in der Kirche zu Schwarzrheindorf. Ein Beitrag zur Entwicklungsgeschichte der Typologie der christlichen Kunst. Münster 1912.
- Die katalanische Bibelillustration um die Wende des ersten Jahrtausends und die altspanische Buchmalerei. Eine neue Quelle zur Geschichte des Auslebens der altchristlichen Kunst in Spanien und zur frühmittelalterlichen Stilgeschichte. Bonn und Leipzig 1922.
- Die Anfänge des Christentums im Rheinlande. Bonn 1923, durchgesehene und ergänzte Neuausgabe 1933.
- Die Kunst der alten Christen. Augsburg 1926.
- Die Apokalypse des Hl. Johannes in der altspanischen und altchristlichen Bibel-Illustration. Münster 1931.
- Die ikonographischen Wurzeln von Dürers Apokalypse. Köln 1932.
- Ein Priester unserer Zeit. Josef Stoffels, Weihbischof von Köln 1879–1923. Leben und Wirken aus Reden und Schriften. Einsiedeln und Waldshut 1934, 2. Aufl. 1935.
- Ein Meisterwerk der karolingischen Buchkunst aus der Abtei Prüm in der Biblioteca Nacional zu Madrid. In: Spanische Forschungen. Reihe 1, Bd. 8, Aschendorff, Münster 1939, S. 37–64.
- Das Problem des Mittelalters. Kolmar 1943, 1958.
- Die Kirche des Mittelalters. Bonn 1946, durchgesehene und ergänzte Neuausgabe 1950.
- Kampf gegen den Mythus des 20. Jahrhunderts. Ein Gedenkblatt an Clemens August Kardinal Graf Galen. Köln 1947.
- Krieg und Kunst im Erzbistum Köln und Bistum Aachen. Mönchengladbach 1948.
- Rheinische Kirchen im Wiederaufbau. Mönchengladbach 1951.
- Die Kirche der Neuzeit. Bonn 1954, durchgesehene und ergänzte Neuausgabe 1959.
- Hundert Jahre Verein für christliche Kunst im Erzbistum Köln und Bistum Aachen. B. Kühlen Verlag, Mönchengladbach 1954.